# Aksum
Aksúm (amharsko አክሱም, tigrinjsko አኽሱም) je mesto v regiji Tigraj v Etiopiji s 66.900 prebivalci (od leta 2015). To je kraj zgodovinske prestolnice Aksumskega kraljestva.
Aksum je v osrednjem območju regije Tigraj, blizu vznožja gorovja Adva. Je na nadmorski višini 2131 m in je obkrožena z La'ilaj Majčevom, ločeno upravljanim woredom v regiji Tigraj.
Leta 1980 je UNESCO dodal ruševine mesta Aksum na svoj seznam svetovne dediščine zaradi njihove zgodovinske vrednosti. Pred začetkom tigrajske vojne leta 2020 je bil Aksum vodilna turistična destinacija za tuje obiskovalce.

## Zgodovina

### Starodavna
Na voljo je malo informacij o prvih stoletjih domnevnega razvoja Aksuma iz skromnega regionalnega središča v prevladujočo silo. Arheološke najdbe v Gobadri (Gobo Dara) in skalnih zatočiščih Anqar Bahti kažejo na ostanke kamene dobe v neposredni bližini. Izkopavanja R. Fattovicha v ambi 'Beta Giyorgis nad Aksumom potrjujejo predaksumske korenine naselbine v Aksumu iz približno 7. do 4. stoletja pred našim štetjem. Poleg tega izkopavanja v parku Stele v središču Aksuma utemeljijo stalne dejavnosti na tem področju od začetka našega štetja. Do 1. stoletja našega štetja je bil Aksum opisan kot »metropola« v Periplusu Eritrejskega morja.
Več arheoloških ekspedicij je izvedlo izkopavanja v različnih delih Aksuma. Dokumentirana je zgodnja uporaba stel ali obeliskov kot nagrobnih obeležij, ki se je sčasoma razvila in zajela nekatere največje spomenike na svetu. Sprva so bile granitne stele na glavnem pokopališču, kjer so bile aksumske kraljeve grobnice, in na drugih pokopališčih po mestu preproste in grobe. Pozneje so postale preproste, a skrbno oblečene v granit, sčasoma izrezljane, da posnemajo večnadstropne stolpe v značilnem arhitekturnem slogu. Aksumsko arhitekturo zaznamujejo masivni obdelani granitni bloki, manjši nebrušeni kamni za zidanje, blatna malta za njihovo pritrditev, opeke za oboke ter zunanji leseni okvir, ki spominja na »opičje glave« ali kvadratne vogalne ekstruzije. Stene se nagnejo navznoter, ko se dvigajo, pogosto imajo več vdolbin za dodatno moč. Primerljiv arhitekturni slog je očiten v znatnih strukturah 'palač' ne le v Aksumu, ampak tudi v drugih mestih, kot sta Adulis in Matara. Prisotnost velikega zbiralnika, zdaj znanega kot Maj Sum, pod hribom, imenovanim Maj Koho, lahko sledi nazaj v čase Aksumitov, kar kaže na zanesljivo oskrbo mesta z vodo. Aksum je verjetno imel uspešno kmetijsko okolico, kar je razvidno iz pšenice, upodobljene na aksumikih kovancih, bogate živine, lokalnih gozdov, ki so stoletja oskrbovali z drvmi, in različnih industrij, kot so obdelava kovin, steklarstvo in lončarstvo. Aksumske dosežke v arhitekturi in obdelavi kamna, skupaj z dokazi o obdelavi slonovine in usnja, najdemo v aksumskih grobnicah.
Cosmas Indicopleustes, ki je obiskal Aksum v drugem desetletju 6. stoletja, je opisal palačo etiopskega kralja s štirimi stolpi, okrašeno z bronastimi kipi samorogov. V Aksumu je bila tudi vrsta monumentalnih granitnih prestolov, ki so verjetno nosili kovinske kipe, posvečene predkrščanskim božanstvom, kot so Astar, Baher, Madr in Mahram. Ti prestoli so vključevali velike plošče z napisi, nekateri pripisani Ousanasu, Ezani, Kalebu in njegovemu sinu Vazebi, ki so beležili njihove vojne in služili kot spomeniki zmage. En napis omenja, da je Ezana postavila prestol »tu v Sadoju«, domnevno kraju v Aksumu. Knjižnice v Aksumu so hranile bistvene krščanske dokumente in koptski menihi so prevedli veliko teh knjig v 5. in 6. stoletju. Sveto pismo je bilo prevedeno v jezik giz in edina, popolna ohranjena kopija Enohove knjige je v jeziku giz.
Stiki z Bizantinskim cesarstvom so prenehali, potem ko so njegove vzhodne province zavzeli Arabci in posledično je Aksum postal revnejši in bolj izoliran. Nekje po 8. stoletju je prenehal biti politična prestolnica kraljestva Aksum, ki se je preselilo na jug. Napis, ki ga je izdelal neki Hasani 'Dano'el, omenja njegov uspeh pri podjarmljenju kralja Aksuma in zmanjšanju mesta na status pritoka lastnega kraljestva v 9. stoletju. Možno je, da se je ekološka škoda razširila na okolico Aksuma zaradi naraščajočega povpraševanja po živilih in drveh. Regija okoli mesta bi lahko sčasoma postala nezmožna preživeti prebivalstvo večjega političnega središča. Do konca 9. stoletja je bil Aksum večinoma zapuščen in je ležal v ruševinah.

### Srednji vek
Mesto je ponovno postalo pomembno po vzponu Salomonove dinastije in postalo duhovna prestolnica Etiopskega cesarstva. Zbirka dokumentov v gizu, ki obsega jedrnato legendarno zgodovino Aksuma, zemljiške listine in drugo sorodno gradivo, znano kot Aksumova knjiga, je občasno odkrita vezana v rokopisnih knjigah poleg Kebra Nagasta (je nacionalni ep) in drugih del. Ta zbirka ponuja številne vpoglede v posest cerkve in kasnejšo zgodovino mesta. Mesto je imelo tudi svojega guvernerja, znanega kot Nebure Id, ki je bil tudi visoki cerkveni dostojanstvenik. Kebra Nagast je napisal Nebure Id Jišak iz Aksuma, ki je priznal, da je bil Aksum kraj, kjer je bila skrinja zaveze, Aksum v knjigi ni nikoli omenjen. Namesto tega se »mesto kraljestva« imenuje Dabra Makadda.
Aksum Sejon je obnovil Davit I. leta 1406. Govorilo se je, da je tam biblijska skrinja zaveze, v kateri ležijo kamnite plošče, na katerih je vpisanih deset zapovedi. Zara Jakob je bil tam kronan leta 1436 in je še tri leta prebival v Aksumu. Pozneje je nekaj drugih monarhov prav tako izbralo Aksum za kraj svojih kronanskih obredov. Ta edinstven ritual je vključeval rezanje vrvi, ki so jo držale »Aksumove hčere«, kar je simboliziralo kraljev vzpon do »sionskega kralja«. Starodavni aksumski kamniti prestoli so služili kot stoli za kronanje, čeprav je "kronanje" samo obsegalo ritual maziljenja in tonzure, ki mu je sledila maša v cerkvi.
Francisco Alvares, portugalski misijonar in raziskovalec, ki je v 1520-ih osem mesecev preživel v Aksumu, ga je opisal kot »veliko mesto z zelo dobrimi hišami in zelo dobrimi vodnimi vodnjaki iz zelo lepega zidanega materiala, in tudi v večini hiš starodavne figure levi, psi in ptice, vse dobro izdelano iz zelo trdega, finega kamna« in cerkev Naše Gospe Marije Sionske, stele, prestoli in druge strukture. Mislil je, da je bilo mesto nekdanja rezidenca kraljice iz Sabe, pa tudi Kandakeja in Gudita. Opisujoč cerkev je zapisal: »Ta cerkev je zelo velika; ima pet ladij dobre širine in velike dolžine, obokane zgoraj in vsi oboki zaprti, strop in stranice so vsi poslikani. Spodaj je telo cerkve dobro vidno, izdelana iz lepega rezanega kamna, ima sedem kapelic, vse s hrbtom obrnjene proti vzhodu, in ima dobro okrašen kor, le da je nizek in z glavami segajo do obokane strehe tudi kor je nad obokom in ga ne uporabljajo.«
Vodja Adala Ahmed ibn Ibrahim al-Ghazi je v 16. stoletju vodil osvajanje Aksuma. Aksum so leta 1535 oplenile in požgale čete Ahmada ibn Ibrahima al-Ghazija, ki so uničile cerkev, ki jo je opisal Alvares. Preden je bilo mesto oplenjeno, dokument v Aksumski knjigi navaja 1705 zlatih predmetov in veliko drugih predmetov iz Aksuma, ki jih je Lebna Dengel razdelil različnim guvernerjem, da bi jih rešil pred uničenjem, Ahmadov kronist pa je zapisal, da je bil velik kamniti predmet takrat zaradi varnosti odstranjen v Tabr.
Manuel de Almeida, ki ga je obiskal po konvulzijah Ahmeda ibn Ibrahima al-Ghazija, je potrdil obseg ruševin, ki so doletele Aksum v 16. stoletju in komentiral, da je imel takrat le približno 100 prebivalcev, ker so povsod ruševine.
Mesto je leta 1580 ponovno zgradil cesar Sarsa Dengel, ki je obnovil cerkev in tam opravil svoje kronanje.

### 17. stoletje
Leta 1604/05 je mesto obiskal jezuit Fernao Guerreiro in poročal, da ima cerkev tri ladje in slamnato streho. Možno je, da so se obdržali nekateri elementi notranje arhitekture nekdanje cerkve, vključno z zunanjimi zidovi, znotraj katerih je bila manjša nova cerkev. Leta 1608, med kronanjem Susenjosa I. v Aksumu, je bila na tem mestu vodena maša. Toda leta 1611 je Oromo oplenil Aksum in zažgal cerkev. Pedro Páez, ki je okoli leta 1620 obiskal Aksum, je videl le okoli 150-200 hiš iz blata, Manoel Barradas pa je zapisal, da Aksum ni več kot majhna vasica.
Leta 1655 je dal Fasilides cerkev obnoviti. Njeno posvetitev je praznovala njegova hči, princesa Jodit, ki je dala »neizmerno količino denarja«, da je cerkev postala »čudovita in veličastna«. Leta 1678 so uporniki pod Ras 'Farisom, guvernerjem Salave, požgali Aksum, vendar je cerkev preživela, da je služila ob kronanju Ijasuja I. leta 1693.

### 18. stoletje
Francoski popotnik Charles-Jacques Poncet je leta 1700 obiskal Aksum (ki ga je imenoval 'Heleni') in opisal stele in cerkev. James Bruce je tudi zapustil opise starega mesta, ki ga je v njegovem času sestavljalo po njegovih ocenah okoli 600 hiš. Verjel je, da je Aksum v glavnem delo Ptolemajcev, večino spomenikov pa je pripisal Ptolemaju III. Evergetu.
Po padcu cesarske oblasti v obdobju Zemene Mesafint je Aksum padel pod nadzor vladarjev Tigraja. Eden od njih, Volde Selassie, je leta 1794 podelil cerkvi sv. Marije zemljiško pomoč.

### 19. stoletje
Po besedah misijonarja Samuela Gobata je bil Aksum v zgodnjem 19. stoletju gospodarsko dobro stoječ, saj je bil na »veliki rodovitni nižini«, ki je bila »bogato obdelana«. Razen ruševin so naselbino skoraj v celoti sestavljale okrogle koče s slamnatimi strehami.
Vojskovodja Wube Haile Maryam je v listini brez datuma podelil zemljiško pomoč cerkvi sv. Marije.
12. januarja 1872 je bil Johanes IV. okronan za etiopskega cesarja v mestu Aksum.
Februarja 1893 sta britanska raziskovalca James Theodore Bent in njegova žena Mabel Bent z ladjo odpotovala v Massavo na zahodni obali Rdečega morja. Nato sta se odpravila po kopnem, da bi izkopavala v Axumu in Jehi, v upanju, da bosta raziskala možne povezave med zgodnjimi trgovskimi mrežami in kulturami na obeh straneh Rdečega morja. They reached Axum by 24 February 1893, Aksum sta dosegla do 24. februarja 1893,  vendar je bilo njuno delo okrnjeno zaradi napetosti med italijanskimi okupatorji in lokalnimi vojskovodji, skupaj z nenehnimi posledicami prve italijansko-etiopske vojne, zato sta se morala naglo umakniti do konca marca v Zulo za prehod nazaj v Anglijo.
Britanski novinar Augustus B. Wylde je po obisku Aksuma leta 1897 zapisal: »po vsakem močnejšem nalivu, stare kovance izpere iz zemlje, so bili lokalni fantje navdušeni, da so lahko spremljali tujca po mestu. Bili so inteligentni, ostri majhnih ježkov z očmi, ki so se zelo zanimali za iskanje zanimivih stvari, čeprav jih ne trudijo pobrati, razen če jih nekdo nagradi za iskanje starih kovancev, saj zanje nimajo nobene vrednosti.«

### 20. stoletje
Ostanke Aksuma je leta 1906 raziskala pomembna nemška arheološka misija, ki jo je vodil priznani učenjak Enno Littmann.
Na začetku druge italijansko-etiopske vojne so italijanske enote oktobra 1936 zavzele Aksum. Leta 1937 so Italijani 24 m visok, 1700 let star obelisk iz Aksuma razbili na pet delov in ga poslali v Rim postaviti. Obelisk na splošno velja za enega najboljših primerov inženiringa na vrhuncu Aksumskega kraljestva. Kljub dogovoru Združenih narodov iz leta 1947, da bo obelisk poslan nazaj, se je Italija premislila, kar je povzročilo dolgoletni diplomatski spor z etiopsko vlado, ki na obelisk gleda kot na simbol nacionalne identitete.
Med etiopsko državljansko vojno, 30. marca 1989, so etiopske zračne sile bombardirale Aksum iz zraka in tri osebe so bile ubite.

### 21. stoletje
Aprila 2005 je Italija ob velikem uradnem in javnem veselju končno vrnila dele obeliska v Aksum; Italija je tudi krila 4 milijone dolarjev stroškov prestopa. UNESCO je prevzel odgovornost za ponovno postavitev te stele v Aksumu in do konca julija 2008 je bil obelisk ponovno nameščen. Predstavljen je bil 4. septembra 2008.
Med tigrajsko vojno je eritrejska vojska med 28. novembrom in 15. decembrom 2020 pobila okoli 100–800 civilistov.

## Glavne znamenitosti Aksuma
Glavni aksumski spomeniki v mestu so stele. Ti obeliski so stari okoli 1700 let in so postali simbol identitete etiopskega ljudstva. Največ jih je v Parku severnih stel, vse do 33 metrov dolge  Velike stele, za katero se domneva, da je padla in se zlomila med gradnjo. Obelisk iz Aksuma (24,6 m visok, 2,32 m širok, 1,36 m globok, tehta 170 t) je italijanska vojska odstranila leta 1937 in ga vrnila Etiopiji leta 2005 ter ponovno namestila 31. julija 2008. Naslednja najvišja je 24 m visoka stela kralja Ezana. Še tri stele merijo v višino 18,2 m, 15,8 m in 15,3 m. Verjame se, da stele označujejo grobove in bi imeli na straneh pritrjene ulite kovinske plošče, na katerih so prav tako izrezljane arhitekturne zasnove. Stele Gudit zahodno od mesta so za razliko od severnega območja prepredene z večinoma grobnicami iz 4. stoletja.
Druge pomembne značilnosti mesta so stara in nova cerkev Gospe Marije Sionske. Cerkev Naše Gospe Marije Sionske je leta 1665 zgradil cesar Fasilides in pravijo, da je bila prej v njej skrinja zaveze. Prvotna stolnica, za katero pravijo, da jo je zgradil Ezana in pozneje večkrat povečana, naj bi bila ogromna z ocenjenimi 12 ladjami. Gudit jo je požgal do tal, jo ponovno zgradil in nato ponovno uničil med abesinsko-adalsko vojno v 15. stoletju. Ponovno jo je zgradil cesar Gelavdevos (dokončal jo je njegov brat in naslednik cesar Minas), cesar Fasilides pa je to stavbo nadomestil s sedanjo. Samo moškim je dovoljen vstop v staro stolnico sv. Marije. Nova katedrala svete Marije Sionske stoji poleg stare in je bila zgrajena, da bi izpolnila zaobljubo cesarja Haileja Selassieja Sionski Gospe za osvoboditev Etiopije izpod fašistične okupacije. Nova stolnica, zgrajena v neobizantinskem slogu, se je začela leta 1955 in omogoča vstop ženskam. Cesar Haile Selassie je prekinil državniški obisk kraljice Elizabete II., da bi odpotoval v Aksum, da bi se udeležil posvetitve nove stolnice in se osebno poklonil, kar je pokazalo pomen te cerkve v Etiopskem cesarstvu. Kraljica Elizabeta je nekaj dni kasneje obiskala stolnico. Med obema stolnicama je majhna kapela, znana kot Kapela tabel, zgrajena hkrati z novo stolnico in v kateri naj bi bila skrinja zaveze. Soproga cesarja Haileja Selassieja, cesarica Menen Asfav, je gradnjo plačala iz svojih zasebnih sredstev. Vstop v kapelo je zaprt za vse, razen za meniha gvardijana, ki tam prebiva. Vstop je prepovedan celo patriarhu pravoslavne cerkve, v času monarhije pa etiopskemu cesarju. Dve stolnici in kapela Skrinje sta središče romanja in veljata za najsvetejše kraje v Etiopiji za člane njene pravoslavne cerkve.
Druge zanimivosti v Aksumu so arheološki in etnografski muzej, Ezanov kamen, napisan v treh jezikih na podoben način kot kamen iz Rosette, grobnica kralja Bazena (megalit, ki velja za eno najzgodnejših struktur), t.i. Kopel kraljice od Sabe (pravzaprav rezervoar), palača Ta'akha Marjam iz 4. stoletja in Dungur iz 6. stoletja, samostan Pentalevon in Abba Liqanos ter približno 2 km zahodno je kamnita umetnost, imenovana Levinja iz Gobedre.
Lokalna legenda pravi, da je v mestu živela kraljica iz Sabe.

## Demografija
Po podatkih Centralne statistične agencije Etiopije (CSA) je bilo 1. julija 2012 v mestu Aksum ocenjeno število prebivalcev 56.576. Popis je pokazal, da je bilo med prebivalstvom 30.293 žensk in 26.283 moških.
Državni popis leta 2007 je pokazal, da je v mestu živelo 44.647 prebivalcev, od tega 20.741 moških in 23.906 žensk). Večina prebivalcev je izjavila, da prakticirajo etiopsko pravoslavno krščanstvo, pri čemer jih je 88,03 % poročalo, da je to njihova vera, medtem ko je bilo 10,89 % prebivalstva etiopskih muslimanov.

## Gallery
- Rekonstrukcija Dungurja
- Dungur
- Dungur
- Dungur, s poljem stel Gudit takoj za njim
- Amfora iz aksumskega obdobja iz Asmare
- Maketa palače Ta'akha Marjam
- Aksumski vodni izlivi v obliki levjih glav
- Aksumska posoda s figuralnim nastavkom
- Grobnice pod poljem stel
- Vhod v grobnico lažnih vrat
- park stel
- Majhne stele na polju stel Gudit
- Še eno polje stel v Aksumu
- Stela na kmečki njivi